# Yagazie Emezi
Pour les articles homonymes, voir Emezi.
 (août 2022).
La mise en forme du texte ne suit pas les recommandations de Wikipédia : il faut le « wikifier ».
Les points d'amélioration suivants sont les cas les plus fréquents. Le détail des points à revoir est peut-être précisé sur la page de discussion.
- Les titres sont pré-formatés par le logiciel. Ils ne sont ni en capitales, ni en gras.
- Le texte ne doit pas être écrit en capitales (les noms de famille non plus), ni en gras, ni en italique, ni en « petit »…
- Le gras n'est utilisé que pour surligner le titre de l'article dans l'introduction, une seule fois.
- L'italique est rarement utilisé : mots en langue étrangère, titres d'œuvres, noms de bateaux, etc.
- Les citations ne sont pas en italique mais en corps de texte normal. Elles sont entourées par des guillemets français : « et ».
- Les listes à puces sont à éviter, des paragraphes rédigés étant largement préférés. Les tableaux sont à réserver à la présentation de données structurées (résultats, etc.).
- Les appels de note de bas de page (petits chiffres en exposant, introduits par l'outil «  Source ») sont à placer entre la fin de phrase et le point final[comme ça].
- Les liens internes (vers d'autres articles de Wikipédia) sont à choisir avec parcimonie. Créez des liens vers des articles approfondissant le sujet. Les termes génériques sans rapport avec le sujet sont à éviter, ainsi que les répétitions de liens vers un même terme.
- Les liens externes sont à placer uniquement dans une section « Liens externes », à la fin de l'article. Ces liens sont à choisir avec parcimonie suivant les règles définies. Si un lien sert de source à l'article, son insertion dans le texte est à faire par les notes de bas de page.
- La présentation des références doit suivre les conventions bibliographiques. Il est recommandé d'utiliser les modèles {{Ouvrage}}, {{Chapitre}}, {{Article}}, {{Lien web}} et/ou {{Bibliographie}}. Le mode d'édition visuel peut mettre en forme automatiquement les références.
- Insérer une infobox (cadre d'informations à droite) n'est pas obligatoire pour parachever la mise en page.

Pour une aide détaillée, merci de consulter Aide:Wikification.
Si vous pensez que ces points ont été résolus, vous pouvez retirer ce bandeau et améliorer la mise en forme d'un autre article.
Yagazie Emezi est une artiste nigériane et photojournaliste indépendante autodidacte basée à Lagos au Nigeria. Elle est née le 2 mars 1989.

## Biographie

### Enfance et Formation
Emezi, originaire d'Old Umuahia dans le sud d'Umuahia, dans l'État d'Abia, est née le 2 mars 1989 et a grandi à Aba, au Nigeria. Elle est la plus jeune d'une fratrie de trois enfants, à laquelle appartient également Akwaeke Emezi.

### Carrière
Emezi a commencé la photographie en 2015 et a été mandaté par The Washington Post, National Geographic, Al-Jazeera, The New York Times, Vogue, Newsweek, Inc., TIME, The Guardian, Refinery29, Everyday Projects, The Weather Channel et le New York Times Magazine. En 2017, Emezi a vécu à Monrovia, au Libéria pendant dix mois, pour documenter l'impact de l'éducation sur les filles dans les communautés à risque, puis est revenue à son projet en cours Re-learning Bodies qui explore comment les survivantes de traumatismes, en dehors du récit de la violence et des abus, s'adaptent à leurs nouveaux corps tout en marquant l'absence d'une culture effusive autour de la positivité corporelle en tant que phénomène culturel remarquable.
Emezi est récipiendaire du premier Creative Bursary Award 2018 de Getty Images et a participé en 2018 à New York Portfolio Review. Elle a été présentée par British Journal of Photography, Huffington Post, iD, Nieman Reports, Paper, Vogue, CNN et The Washington Post. En 2018, elle a reçu une bourse du Consulat général des États-Unis à Lagos pour sa série de photos traitant de la réalité de la violence sexuelle contre les femmes et les jeunes vulnérables à Lagos, au Nigeria. En 2019, elle est devenue la première femme noire africaine à photographier pour National Geographic Magazine et est une boursière National Geographic Explorer. Yagazie faisait partie des artistes inauguraux de 2019 sélectionnés pour la résidence d'art de Kehinde Wiley à Black Rock, au Sénégal. Ses projets photo artistiques visent à critiquer l'état socio-politique du Nigeria et le rôle que les médias y jouent tout en s'inspirant de l'histoire et de l'actualité du pays.
Emezi est nommée en 2019 à la prestigieuse Rolex Mentor and Protégé Arts Initiative. Elle siège au conseil consultatif de Everyday Africa et est un membre contributeur.

## Pourparlers
- 2019 Changements environnementaux et risques pour la santé des femmes[5], Conférencière, Université de l'équité en santé mondiale, Kigali, Rwanda
- 2019 Comment l'art peut générer de meilleurs résultats pour la santé, Conférencier, Festival de Hamwe. Kigali, Rwanda[6]
- 2019 Chronic Conditions: Knowing, Seeing & Healing the Body in Global Africa[5], Conférencier, Université du Kansas. Kansas, États-Unis
- 2018 Fast Forward : Women in Photography, Conférencière, Lagos Photo Festival . Lagos, Nigéria
- 2018 Guest Lecture, Conférencier, Parsons School of Design New York, États-Unis
- 2017 Repenser la création à l'ère numérique, Intervenant, FCAEA & L'Afrique au quotidien . Nairobi, Kénya,
- 2016 Narratives Through Photography, Conférencière, Semaine des médias sociaux. Lagos, Nigéria.
- 2015 Limitations to Exploring Photography Off the Streets, Intervenant, Rele Gallery, Lagos, Nigeria.
- 2015 Se connecter au consommateur, ce que nous savons et comment l'utiliser, conférencier, Mobile West Africa. Lagos, Nigéria.

## Prix et bourses
- Bénéficiaire National Geographic 2020[7],[8],[9].
- Bourse du consulat des États-Unis 2018 du consulat général des États-Unis à Lagos, Nigéria.
- Le Distinguished Alumnus Award 2017 de l'Université du Nouveau-Mexique, Département des études africaines.

## Expositions
- Biennale Africaine de la Photographie, Bamako, Mali. 2019[10].
- The Female Lens, Richard Taittinger Gallery, New York, États-Unis, 2019
- Réapprendre les corps, Festival Hamwe, Kigali, Rwanda, 2019
- Here, Alliance Français, Lagos, Nigeria, 2019
- Présent et Oublié, Vlisco&Co, Art Twenty One. Lagos, Nigéria, 2018
- Festival Pil'ours, Saint Gilles Croix de Vie, France, 2018
- Insider/Outsider, Women Photograph, Photoville. New York, États-Unis, 2017
- Body Talk, Raffinerie29, Photoville. New York, États-Unis, 2017
- Re-picturing a Continent, Alliance française, L'Afrique au quotidien. Nairobi, Kenya, 2017
- LOOK3 Festival de la Photographie, Charlottesville, États-Unis, 2016
- Les projets quotidiens à FotoIstanbul, Istanbul, Turquie, 2016